# 浙江省语言
浙江的漢语分布情况较为复杂，境内三大漢语变体为吴语、闽语和徽语。吴语是境内使用人口比例最高的汉语分支，省内第二大方言為闽语，閩南話使用人口主要分布在平阳县西部、苍南县西部和南部、洞头县大部、玉环市的坎门以及长兴县部分地区，其使用人口约在200万，而闽东話則主要分佈于泰顺县南部和苍南县东部沿海平原上，約聚居了20万左右使用人口。徽语是第三大方言，主要在在淳安县和建德市使用。此外，省內的主要少數民族-畬族所使用畲話，受客家话影响较大，常被认为是客家話的一种变种。

## 漢語方言分類

### 吳語

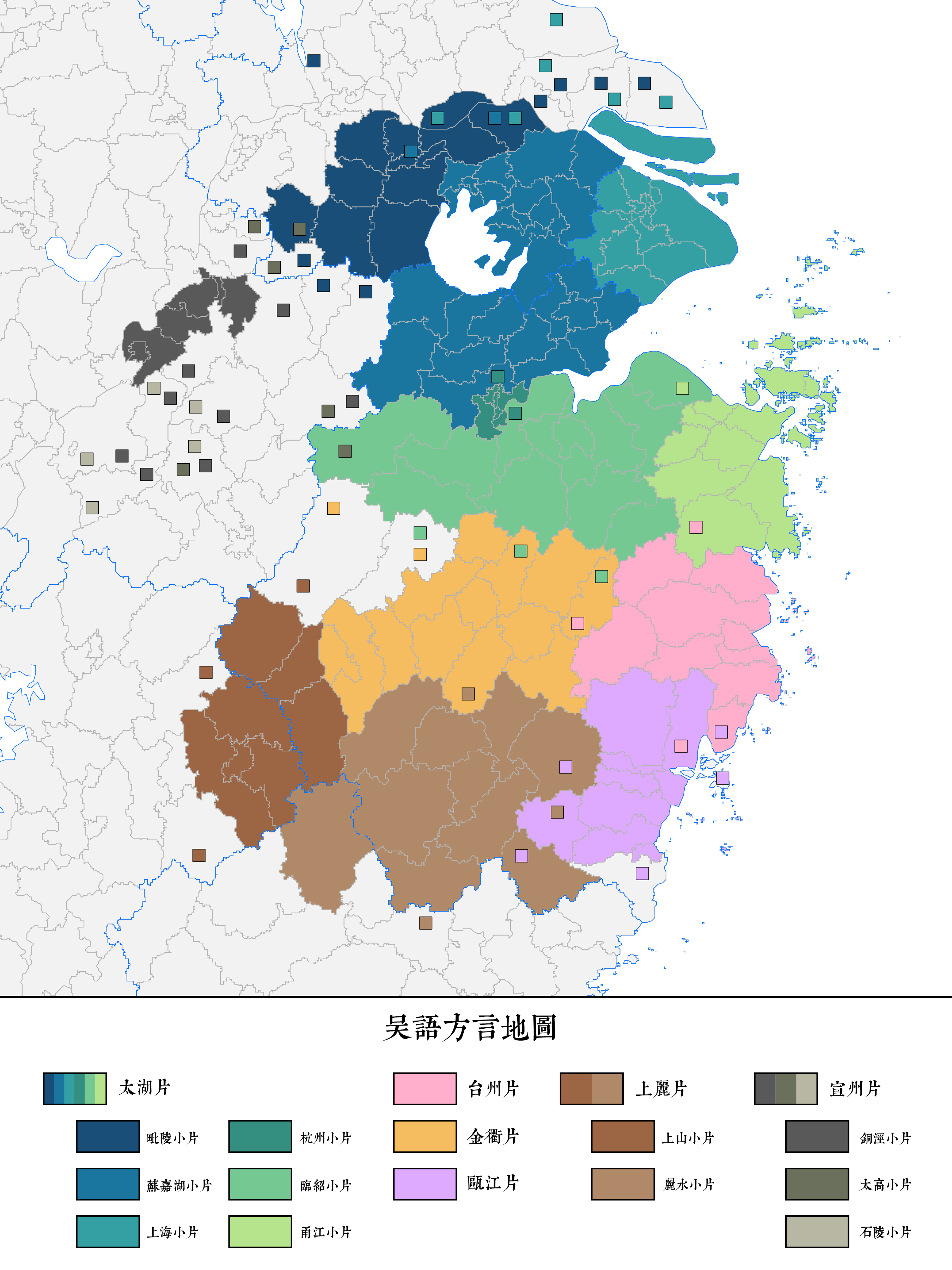
漢語吳方言分區圖

- 太湖片
  - 蘇嘉湖小片
  - 杭州小片
  - 臨紹小片
  - 甬江小片
- 宣州片
  - 太高小片
- 台州片
- 金衢片
- 上麗片
- 甌江片

### 閩語
- 閩東語 （蠻講，「閩講」的諧音）
- 閩南語 （浙南閩語）

### 徽語
- 績歙片
- 休黟片
- 嚴州片
- 祁婺片

## 漢語大方言區

### 吳語
浙江省是吳語分布面積最大、使用人口最多的省份。浙江省使用吳語的人口約有4181萬人。就浙江省來說，該省最主要的漢語變體也是吳語。
浙江的吳語主要屬北部太湖片，其小片劃分如蘇嘉湖小片（如嘉興話、湖州話）、杭州小片（如杭州話）、臨紹小片（如紹興話）、甬江小片（如寧波話）、南部吳語如台州片（如台州話）、金衢片（如金華話、衢州話、永康話）、上麗片、甌江片（如溫州話）和宣州片（僅在臨安市西部原昌北區使用）等區片，各方言之間有明顯差異。

### 閩語
浙江省境內的閩語分布在南部跟福建省相鄰的一些地區，使用人口約有160萬人。
閩南語是浙江省內第二大方言，使用人口主要分布在平陽縣西部、蒼南縣西部和南部、洞頭縣大部、玉環縣的坎門以及長興縣部分地區，其使用人口約在100至200萬。泰順縣南部是使用東山蠻講的人口。蒼南縣東部沿海平原上以及麗水市慶元縣部分地區則聚居著20萬左右使用蠻話的人口。

### 徽語
徽語是浙江省第三大方言，主要分布在西部跟安徽省相鄰的一些地區，如淳安縣和建德市。使用人口約有90萬人，絕大多數屬於嚴州片。

## 漢語小方言區

### 官話
浙江省境內的官話分布在西北部跟安徽省交界的一些地區，使用人口約有55萬人，其中以河南移民官話為最多，湖北移民官話次之，江淮官話洪巢片最少。這些官話跟安徽省南部地區的官話連成片，
浙江的官話主要是以前外省移民的後裔使用，其中長興縣周邊有較多河南和湖北移民後裔，為太平天國後填移，目前在家庭內部仍使用中原官話或江淮官話。另外1949年，大批來自山東、河北等其他北方官話地區的人口的隨解放軍南下進駐浙江。改革開放以後，又有來自內陸多個省份的移民遷入浙江。由於普通話教育的推行，普通話是目前的學校語言，現今越劇的大部分唱詞都采用這種語言。

### 客家話
客家話地區主要分布在麗水市轄區、金華市轄區、衢州市轄區等浙南部分地區，總人口100萬人以上。客家話移民主要來自福建省汀州府的長汀、連城、上杭、寧化、永定等縣。

## 漢語方言島
浙江省方言島地區主要分布在西南部山區。人口約有50萬人，其中使用畲話方言島的約17萬，使用徽語方言島的約十多萬。浙江省境內的方言島主要包括：官話、閩語、客家話、贛語、吳語、徽語、畲話、九姓漁民方言。

### 官話方言島
官話方言島主要有象山縣爵溪所裏話、開化縣華埠土官話、江山市廿八都正字以及分布在錢塘江－蘭江－衢江以西地區的中原官話、湖北官話和江淮官話。

### 闽語方言島
閩語方言島分布在慈溪、象山、溫嶺、玉環、武義、龍遊、開化、常山、遂昌、溫州市轄區、瑞安、文成、淳安、建德等地以及舟山市的一些島嶼上。

### 客家話方言島
客家話方言島分布在麗水市轄區、金華市轄區、衢州市轄區、龍遊、江山、常山、開化、雲和、松陽、遂昌、龍泉、縉雲、景寧、泰順、蒼南、建德、淳安、長興、於潛（臨安）、新城（富陽）、分水（桐廬）、昌化（杭州）、玉環等地。

### 贛語方言島
贛語方言島分布在衢州市轄區、常山、淳安、建德等地，移民主要來自江西省南豐等縣徽語(淳安話)方言島。

### 吳語方言島
吳語方言島是指分布在非本區或本片裏的吳語，例如蒼南縣金鄉的太湖片方言島金鄉話、浦城的甌江片方言島。

### 徽語方言島
徽語方言島是指分布在非本區或本片裏的徽語，如浙西許多由新安江水庫（千島湖）庫區移民所形成的徽語嚴州片方言島。

### 九姓漁民方言
九姓漁民方言分布在新安江、蘭江、富春江（七裏瀧）沿岸，在新安江、衢江的上遊和富春江的下遊也有少量九姓漁民居住。九姓漁民是一種水上居民，直到20世紀中葉才上岸定居，現不足千人，“九姓”是指陳、錢、林、李、袁、孫、葉、許、何九個姓。九姓漁民的方言與建德市梅城一帶的方言有同有異，各地九姓漁民方言之間也存在不少差異。

## 畲話
畲話是畲族使用的一種的漢語變體，與客家話、閩語等南方漢語有些接近。畲族主要居住在福建、浙江二省，在浙江省主要分布在南部的景寧、麗水市轄區、雲和、遂昌、泰順、文成、蒼南、龍遊等地，在西部建德、淳安、桐廬等地也有少量分布。浙江省的畲族主要是明清兩代從閩東連江、羅源等地逐漸輾轉遷來的。